# Yuichi Maruyama
Yuichi Maruyama (Tòquio, Japó, 16 de juny de 1989) és un futbolista japonès. Va disputar 2 partits amb la selecció del Japó.

## Estadístiques
| Selecció del Japó | Selecció del Japó | Selecció del Japó |
| Anys              | Partits           | Gols              |
| ----------------- | ----------------- | ----------------- |
| 2016              | 2                 | 0                 |
| Total             | 2                 | 0                 |